# Le Pin (Deux-Sèvres)
Pour les articles homonymes, voir Le Pin.
Le Pin est une commune du centre-ouest de la France située dans le département des Deux-Sèvres en région Nouvelle-Aquitaine.
Les habitants du Pin sont les Pintais.

## Géographie
La commune du Pin est située dans le Nord-Ouest des Deux-Sèvres, à 10 minutes de Bressuire, à 20 minutes de Cholet (49) grâce à la deux fois deux voies et à 30 minutes de Pouzauges (85). Elle est traversée par la rivière l'Argent.

### Climat
Pour des articles plus généraux, voir Climat de la Nouvelle-Aquitaine et Climat des Deux-Sèvres.
Historiquement, la commune est exposée à un climat océanique du nord-ouest.  
En 2020, Météo-France publie une typologie des climats de la France métropolitaine dans laquelle la commune est exposée à un climat océanique et est dans la région climatique  Moyenne vallée de la Loire, caractérisée par une bonne insolation (1 850 h/an) et un été peu pluvieux.
Pour la période 1971-2000, la température annuelle moyenne est de 11,3 °C, avec une amplitude thermique annuelle de 14,5 °C. Le cumul annuel moyen de précipitations est de 902 mm, avec 12,6 jours de précipitations en janvier et 6,9 jours en juillet. Pour la période 1991-2020, la température moyenne annuelle observée sur la station météorologique la plus proche, située sur la commune de Nueil-les-Aubiers à 10 km à vol d'oiseau, est de 12,0 °C et le cumul annuel moyen de précipitations est de 812,2 mm,. Pour l'avenir, les paramètres climatiques de la commune estimés pour 2050 selon différents scénarios d’émission de gaz à effet de serre sont consultables sur un site dédié publié par Météo-France en novembre 2022.

## Urbanisme

### Typologie
Au 1er janvier 2024, Le Pin est catégorisée commune rurale à habitat dispersé, selon la nouvelle grille communale de densité à sept niveaux définie par l'Insee en 2022.
Elle est située hors unité urbaine. Par ailleurs la commune fait partie de l'aire d'attraction de Bressuire, dont elle est une commune de la couronne,. Cette aire, qui regroupe 19 communes, est catégorisée dans les aires de moins de 50 000 habitants,.

### Occupation des sols
L'occupation des sols de la commune, telle qu'elle ressort de la base de données européenne d’occupation biophysique des sols Corine Land Cover (CLC), est marquée par l'importance des territoires agricoles (91,9 % en 2018), en diminution par rapport à 1990 (93,8 %). La répartition détaillée en 2018 est la suivante : 
terres arables (40,8 %), zones agricoles hétérogènes (36,9 %), prairies (14,2 %), forêts (4,2 %), zones urbanisées (2,1 %), zones industrielles ou commerciales et réseaux de communication (1,7 %). L'évolution de l’occupation des sols de la commune et de ses infrastructures peut être observée sur les différentes représentations cartographiques du territoire : la carte de Cassini (XVIIIe siècle), la carte d'état-major (1820-1866) et les cartes ou photos aériennes de l'IGN pour la période actuelle (1950 à aujourd'hui).

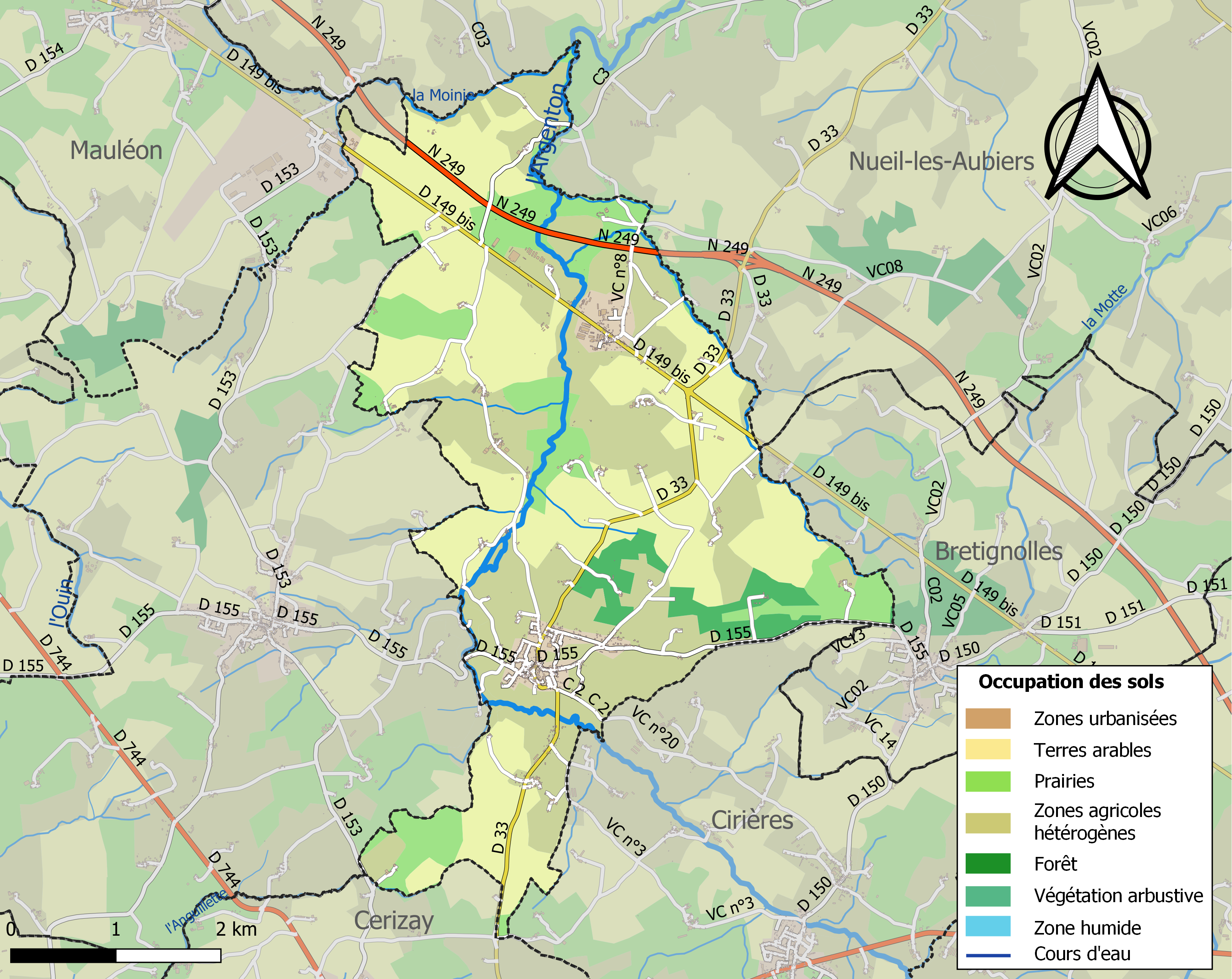
Carte des infrastructures et de l'occupation des sols de la commune en 2018 (CLC).

### Risques majeurs
Le territoire de la commune du Pin est vulnérable à différents aléas naturels : météorologiques (tempête, orage, neige, grand froid, canicule ou sécheresse), inondations, mouvements de terrains et séisme (sismicité modérée). Il est également exposé à un risque technologique,  le transport de matières dangereuses, et à un risque particulier : le risque de radon. Un site publié par le BRGM permet d'évaluer simplement et rapidement les risques d'un bien localisé soit par son adresse soit par le numéro de sa parcelle.

#### Risques naturels
Certaines parties du territoire communal sont susceptibles d’être affectées par le risque d’inondation par débordement de cours d'eau, notamment l'Argenton. La commune a été reconnue en état de catastrophe naturelle au titre des dommages causés par les inondations et coulées de boue survenues en 1982, 1983, 1984, 1999 et 2010,.

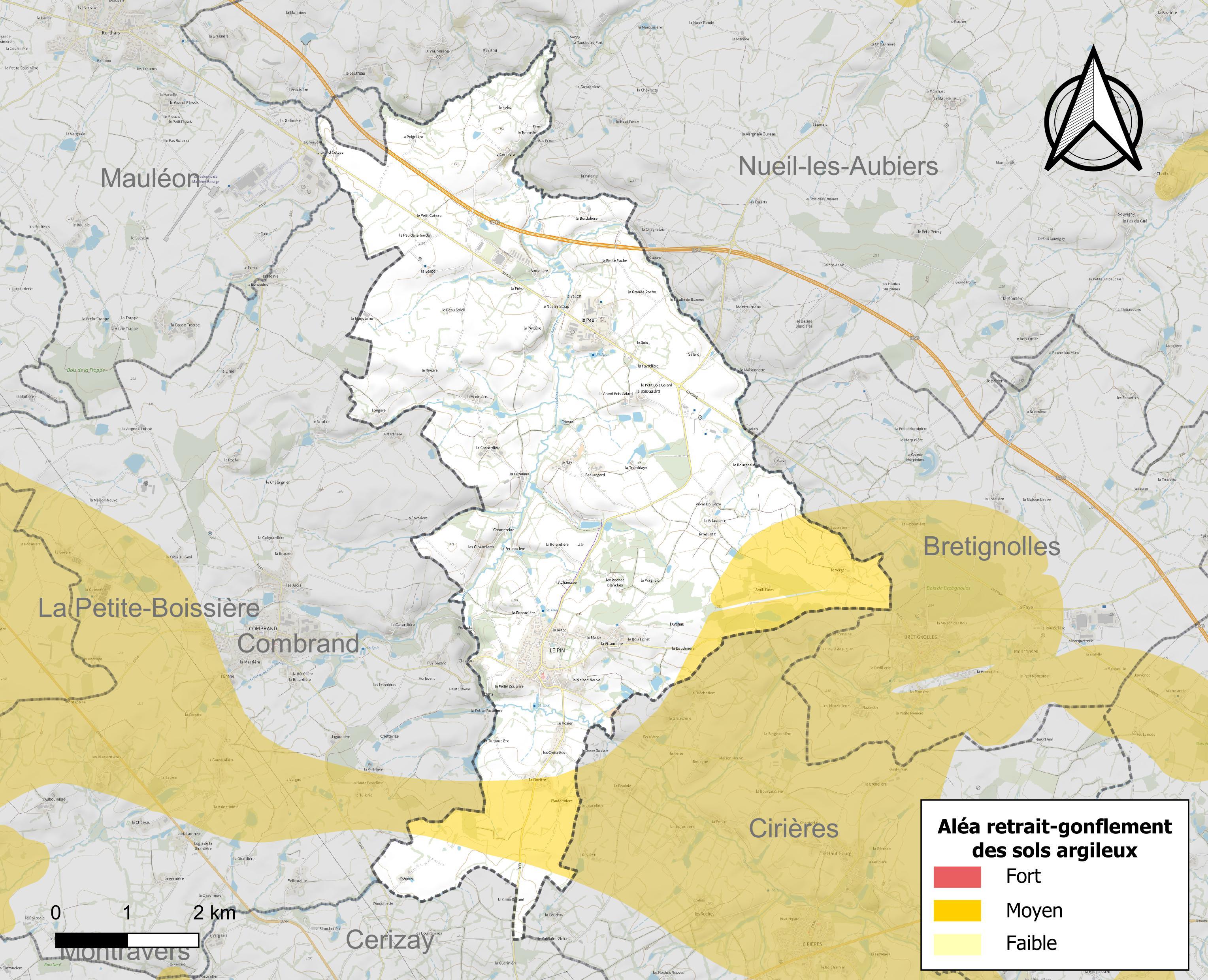
Carte des zones d'aléa retrait-gonflement des sols argileux du Pin.

Les mouvements de terrains susceptibles de se produire sur la commune sont des tassements différentiels. Le retrait-gonflement des sols argileux est susceptible d'engendrer des dommages importants aux bâtiments en cas d’alternance de périodes de sécheresse et de pluie. 11,8 % de la superficie communale est en aléa moyen ou fort (54,9 % au niveau départemental et 48,5 % au niveau national). Depuis le 1er octobre 2020, en application de la loi ELAN, différentes contraintes s'imposent aux vendeurs, maîtres d'ouvrages ou constructeurs de biens situés dans une zone classée en aléa moyen ou fort,.
La commune a été reconnue en état de catastrophe naturelle au titre des dommages causés par des mouvements de terrain en 1999 et 2010.

#### Risque particulier
Dans plusieurs parties du territoire national, le radon, accumulé dans certains logements ou autres locaux, peut constituer une source significative d’exposition de la population aux rayonnements ionisants. Selon la classification de 2018, la commune du Pin est classée en zone 3, à savoir zone à potentiel radon significatif.

## Histoire
Occupation protohistorique et un dolmen.
Fresques dans le chœur de l'église.

## Politique et administration
| Période    | Période      | Identité                        | Étiquette | Qualité                    |
| ---------- | ------------ | ------------------------------- | --------- | -------------------------- |
| 1789       | 1793         | Jacques Hay de la Margirandière |           |                            |
| 1800       | 1813         | Jacques Bâcle                   |           |                            |
| 1813       | 1816         | Jean Daniel O'Riordan           |           |                            |
| 1816       | 1826         | Jean Bignonnet                  |           |                            |
| 1826       | 1830         | Henri O'Riordan                 |           |                            |
| 1830       | 1833         | Charles Maupillier              |           |                            |
| 1833       | 1835         | Jean Baptiste Guédon            |           |                            |
| 1835       | 1855         | Jean Baptiste Tricot            |           |                            |
| 1855       | 1892         | Eugène Tricot                   |           |                            |
| 1892       | 1900         | François Naud                   |           |                            |
| 1900       | 1914         | Célestin Denis                  |           |                            |
| 1914       | 1947         | Philippe de Wissocq             |           |                            |
| 1947       | 1953         | Auguste Marchand                |           |                            |
| 1953       | 1983         | André Larus                     |           |                            |
| 1983       | 2001         | Noëlle Pouplin                  |           |                            |
| mars 2001  | février 2011 | Chantal Ménard                  |           | Décédée en fonction        |
| mars 2011, | 2020         | Catherine Puaut                 |           | Animatrice personnes âgées |
| 2020       | En cours     | Philippe Audureau               |           |                            |

## Démographie
À partir du XXIe siècle, les recensements réels des communes de moins de 10 000 habitants ont lieu tous les cinq ans. Pour Le Pin, cela correspond à 2008, 2013, 2018, etc. Les autres dates de « recensements » (2006, 2009, etc.) sont des estimations légales.
| 1793  | 1800 | 1806 | 1821 | 1831 | 1836 | 1841 | 1846 | 1851 |
| ----- | ---- | ---- | ---- | ---- | ---- | ---- | ---- | ---- |
| 1 000 | 355  | 569  | 719  | 701  | 712  | 760  | 799  | 830  |

| 1856 | 1861 | 1866  | 1872  | 1876  | 1881  | 1886  | 1891  | 1896  |
| ---- | ---- | ----- | ----- | ----- | ----- | ----- | ----- | ----- |
| 877  | 927  | 1 027 | 1 082 | 1 134 | 1 174 | 1 260 | 1 331 | 1 311 |

| 1901  | 1906  | 1911  | 1921  | 1926  | 1931 | 1936 | 1946 | 1954 |
| ----- | ----- | ----- | ----- | ----- | ---- | ---- | ---- | ---- |
| 1 253 | 1 183 | 1 149 | 1 010 | 1 009 | 976  | 966  | 986  | 957  |

| 1962 | 1968 | 1975 | 1982 | 1990  | 1999  | 2006  | 2008  | 2013  |
| ---- | ---- | ---- | ---- | ----- | ----- | ----- | ----- | ----- |
| 895  | 920  | 910  | 982  | 1 014 | 1 020 | 1 032 | 1 036 | 1 054 |

| 2018  | 2022  | - | - | - | - | - | - | - |
| ----- | ----- | - | - | - | - | - | - | - |
| 1 052 | 1 069 | - | - | - | - | - | - | - |

## Culture locale et patrimoine

### Lieux et monuments
- Église Notre-Dame du Pin.
- Dolmen de la Voie, allée couverte classée au titre des monuments historiques en 1978[28].
- Pont Paillat
- Château des Roches Blanches
- Château de la Tremblaye
- Vallée de l'Argent
- Souterrain annulaire

### Héraldique
| Blason de Le Pin | Blason  | De gueules à trois croisettes pattées d'argent.                                                                                               |
| Blason de Le Pin | Détails | Inspiré des armes de la famille Tremblaye-Barlot, où le sable a été remplacé par du gueules. Le statut officiel du blason reste à déterminer. |